# Wolffs Revier
Wolffs Revier is een Duitse politieserie die tussen 1992 en 2006 werd geproduceerd door Nostro Film in opdracht van het Duitse Sat.1. In Nederland werd de serie in de jaren negentig uitgezonden op RTL 4 onder de titel Wolff.
Er zijn dertien seizoenen en in totaal 173 afleveringen van de serie gemaakt. In 2012 verscheen nog een film, getiteld Wolff: Kampf in Revier.

## Verhaal
De serie speelt zich af in Berlijn, in de jaren na de Duitse eenwording. De hoofdpersoon is strafrechtcommissaris Andreas Wolff, die samen met zijn collega Günther Sawatzki misdrijven moet zien op te lossen. Zij worden hierbij ondersteund door openbaar aanklager Dr. Peter Fried. Daarnaast wordt ook het privéleven van Wolff belicht. Hij is gescheiden van zijn ex-vrouw Ellen en heeft met haar een dochter, Verena, die bij hem inwoont. Verena is aan het begin van de serie 14 jaar oud. In seizoen 8 vertrekt Dr. Fried naar Keulen om daar als rechter te gaan werken. Sawatzki wordt in dezelfde aflevering bij een achtervolging neergeschoten en sterft. Hij wordt vervangen door de veel jongere Thomas Borkmann, met wie Verena later een relatie krijgt. In de laatste aflevering uit mei 2006 belandt commissaris Wolff na een schietpartij in een coma.

## Personages
| Acteur          | Personage        | Afleveringen |
| --------------- | ---------------- | ------------ |
| Jürgen Heinrich | Andreas Wolff    | 1-173        |
| Klaus Pönitz    | Günther Sawatzki | 1-99         |
| Gerd Wameling   | Dr. Peter Fried  | 1-99, 173    |
| Nadine Seiffert | Verena Wolff     | 1-173        |
| Steven Merting  | Thomas Borkmann  | 100-173      |
| Elia Zimmermann | Ellen Wolff      | 1-30         |
| Eckhard Heise   | Horst Buchwald   | 1-99         |
| Renan Demirkan  | Dr. Sarah Herzog | 166-173      |

## Waardering
Wolff werd buiten Duitsland ook in diverse andere landen uitgezonden, waaronder Frankrijk, Spanje, Italië en Rusland. In 1993 kreeg Wolff in Duitsland de prestigieuze Adolf-Grimme-Preis toegekend. In Nederland werd de serie tijdens het Gouden Televizier-Ring Gala in 1998 bekroond met de Zilveren Televizier Tulp, een prijs voor het beste buitenlandse programma op de Nederlandse televisie.